# Diszjunkció

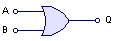
Vagy-kapu

A matematikai logikában diszjunkció (latinul: disiunctio "szétválasztás, szembeállítás") vagy más néven logikai „vagy” alatt egy olyan kétváltozós logikai műveletet értünk, amelynek a logikai értéke akkor és csak akkor hamis, ha mind a két operandusának hamis a logikai értéke. Másként megközelítve: a diszjunkció akkor igaz, ha bármely operandusának igazságértéke igaz.
A logikai értelemben vett vagy műveletnek a fentiek értelmében eltérő jelentése van a hétköznapi "vagy" szavunkhoz képest. Természetes nyelven ugyanis a "vagy" szó alatt a "kizáró vagy" műveletét szoktuk érteni, azaz amikor az operandusok közül egyszerre csak az egyik igaz, a kettő együtt nem. Ez a logikai vagy művelettel nem ekvivalens.
Például, amikor azt mondjuk, hogy "Küldd el sms-ben, vagy e-mailben!", az alatt azt értjük, hogy vagy az egyik, vagy a másik úton kérjük az adatot, nem azt, hogy mind a két módon szeretnénk megkapni. A hétköznapi beszédben ilyenkor inkább "és"-t mondunk.
A diszjunkció jele ∨ vagy +. Logikai összeadásnak nevezik, habár erre a kizáró vagy lenne a jobb jelölt. 
- Előfordul, hogy a köznyelvben a vagy kötőszó használata nem kizáró. Például: Szerencséje volt, vagy jól tanult. nem zárja ki azt, hogy mindkét esemény bekövetkezett.
- Programozási nyelvekben a vagyot gyakran rövidzáras vagy valósítja meg, ami csak akkor vizsgálja meg a második tagot, ha az első hamis.
- A halmazelméletben az unió.
- A predikátumlogikában az egzisztenciális kvantor.

## Definíció
A p vagy q ítéletek diszjunkcióját a következő igazságtáblázat definiálja:
| p     | q     | ∨     |
| ----- | ----- | ----- |
| igaz  | igaz  | igaz  |
| igaz  | hamis | igaz  |
| hamis | igaz  | igaz  |
| hamis | hamis | hamis |

ahol {\displaystyle \vee } a diszjunkció jele.
A diszjunkció egységeleme a hamis, ami azt jelenti, hogyha az egyik tag hamis, akkor a diszjunkció igazságértéke megegyezik a másik tag igazságértékével. Ezért, ha kiterjesztik a műveletet több, illetve kevesebb operandusra, akkor az üres vagy hamis.

## Tulajdonságai
Tetszőleges {\displaystyle A,B,C} ítéletek esetén teljesülnek a következő állítások:
- A diszjunkció idempotens, azaz

{\displaystyle A\vee A\equiv A}
- A diszjunkció kommutatív, azaz

{\displaystyle A\vee B\equiv B\vee A}
- A diszjunkció asszociatív, azaz

{\displaystyle A\vee (B\vee C)\equiv (A\vee B)\vee C}
- A diszjunkció monoton, vagyis
- monotonicity: {\displaystyle (a\rightarrow b)\rightarrow ((c\lor a)\rightarrow (c\lor b))}

{\displaystyle (a\rightarrow b)\rightarrow ((a\lor c)\rightarrow (b\lor c))}
- A konjunkció disztributív a diszjunkcióra, azaz

{\displaystyle A\wedge (B\vee C)\equiv (A\wedge B)\vee (A\wedge C)}
- A diszjunkció disztributív a konjunkcióra, azaz

{\displaystyle A\vee (B\wedge C)\equiv (A\vee B)\wedge (A\vee C)}
- A konjunkcióra és a diszjunkcióra teljesülnek az elnyelési tulajdonságok (abszorptivitás), azaz

{\displaystyle A\vee (A\wedge B)\equiv A}
{\displaystyle A\wedge (A\vee B)\equiv A}
- A konjunkcióra és a diszjunkcióra teljesülnek a De Morgan azonosságok, azaz

{\displaystyle \neg (A\wedge B)\equiv (\neg A)\vee (\neg B)}, és
{\displaystyle \neg (A\vee B)\equiv (\neg A)\wedge (\neg B)}
- Végül fennáll a dualitás elve, azaz ha felcseréljük a konjunkciót és a diszjunkciót, valamint az igaz és a hamis logikai konstansokat, akkor az állítás igazságértéke megmarad.
- Igaztartó, illetve hamistartó, ami azt jelenti, hogy:

ha egy diszjunkció minden tagja igaz, akkor a konjunkció igaz
ha egy diszjunkció minden tagja hamis, akkor a diszjunkció hamis

## Halmazelméleti megközelítés
A diszjunkció művelete a halmazelméletben megfelel az unió műveletének.
"A vagy B" Venn-diagramja (a piros rész az igaz rész diszjunkció esetén)

Háromtagú diszjunkció, Venn-diagramja

## Alkalmazása a számítástudományban
A legtöbb programozási nyelvben létezik diszjunkció önálló műveletként. Két fajtáját meg is különböztethetjük, tipikusan már a forráskódban is másként jelölve.

### Logikai diszjunkció
Megfelel a fentebb tárgyaltaknak, azaz két operandus (feltétel) közül az egyik teljesülése esetén a futás az elágazás igaz ágán folytatódik. Általában ha az egyik feltétel igaznak bizonyult, a többi már nem is értékelődik ki, a futásidővel való spórolás okán.
Jelölése C nyelven pl. "||", Pythonban az "or" kulcsszóval történik.
```
if
 
((
a
 
<
 
0
)
 
||
 
(
a
 
>
 
10
))
 
{
 
return
 
true
;
 
}
 
// Ha az a kisebb lesz 0-nál, vagy nagyobb 10-nél, igazat adunk vissza

```

### Bitszintű diszjunkció
Ekkor a vagy műveletét tipikusan egy számon végezzük el, bitenként. Amennyiben egy adott helyi értéken legalább az egyik operandus 1, akkor az eredmény is 1 lesz. Például ha a = 1100 (=12), b = 1010 (=10):
- a = 1100
- b = 1010
- | = 1110

Tehát az eredményünk 14 lesz.
Ezen műveletet pl. C nyelven egy "|" jellel tüntetjük fel.

## Halmazelméleti megfelelő
A halmazelméleti unióba való tartozás logikai vaggyal fogalmazható meg: x ∈ A ∪ B akkor és csak akkor, ha (x ∈ A) ∨ (x ∈ B). E megfeleltetés alapján az unió több tulajdonságban is osztozik a logikai diszjunkcióval, mint az asszociativitás, kommutativitás és idempotencia.

## Természetes nyelv
Az emberi nyelvek logikája nem teljesen feleltethető meg a matematikai logikának. Nincs ez másként a vaggyal sem.
A nyelvekben általában a vagyot kizáró értelemben használják. Ha arról van szó, hogy valakit értesítsenek valahogyan, akkor mondhatja azt, hogy: Kérem, értesítsenek telefonon vagy e-mailben. A nem kizáró használatra példa, ha valaki a jó jegyeit azzal szerezte meg, hogy okos, vagy szorgalmasan tanult. Ebben az esetben a beszélő nem állítja, hogy az egyik kizárná a másikat.

## Fordítás
Ez a szócikk részben vagy egészben  a   Logical disjunction című angol Wikipédia-szócikk fordításán alapul.  Az eredeti cikk szerkesztőit annak laptörténete sorolja fel. Ez a jelzés csupán a megfogalmazás eredetét és a szerzői jogokat jelzi, nem szolgál a cikkben szereplő információk forrásmegjelöléseként.